# Sommerbergbahn
| Wagen 2 der Sommerbergbahn |                     |                   |                   |
| Streckenlänge: | 0,738 km            |                   |                   |
| Spurweite: | 1000 mm (Meterspur) |                   |                   |
| Maximale Neigung: | 520 ‰               |                   |                   |
| Streckengeschwindigkeit: | 25 km/h             |                   |                   |
| |                     |                   |                   |
| \| \| \| Bergstation \| 726 m \| \| \| \| Wildbader Hangweg \| \| \| \| \| Abtsche Ausweiche \| \| \| \| \| Panoramastraße \| \| \| \| \| Panoramastation \| 500 m \| \| \| \| Bätznerstraße \| \| \| \| \| Talstation \| 428 m \| |                     |                   |                   |
| Haltepunkt / Haltestelle Streckenanfang |                     | Bergstation       | 726 m             |
| Strecke mit Straßenbrücke |                     | Wildbader Hangweg | Wildbader Hangweg |
| |                     | Abtsche Ausweiche |                   |
| Strecke mit Straßenbrücke |                     | Panoramastraße    | Panoramastraße    |
| Haltepunkt / Haltestelle |                     | Panoramastation   | 500 m             |
| Brücke |                     | Bätznerstraße     | Bätznerstraße     |
| Haltepunkt / Haltestelle Streckenende |                     | Talstation        | 428 m             |

Die Sommerbergbahn ist eine Standseilbahn in Baden-Württemberg, die von Bad Wildbad (420 m ü. NN) aus auf den Sommerberg führt. Die Länge der Strecke beträgt 738 Meter, die Höhendifferenz zur Zwischenhaltestelle Panoramastation 80 Meter, bis zur Bergstation 291 Meter. Die Steigung liegt zwischen 37 und 53 Prozent. Es verkehren zwei Wagen auf einer Spurweite von 1000 Millimetern (Meterspur), die sich an der in der Mitte liegenden Ausweichstelle begegnen.
Der Sommerberg ist ein beliebtes Ausflugsziel mit Aussicht auf Bad Wildbad und das Enztal, außerdem Ausgangspunkt für Wanderungen und Radtouren. An der Talstation am Uhlandplatz besteht seit der 2003 erfolgten Verlängerung der Enztalbahn eine direkte Umsteigemöglichkeit zur Linie S6 der Stadtbahn Karlsruhe. Über die touristischen Zwecke hinaus bietet die Sommerbergbahn eine reguläre ÖPNV-Verbindung zwischen dem Wohngebiet Sommerberg und der Kernstadt. Hierbei ist sie jedoch nicht in die örtliche Verkehrsgesellschaft Bäderkreis Calw integriert. Ebenso wenig in den Verkehrsverbund Pforzheim-Enzkreis (VPE), allerdings erhalten Inhaber von VPE-Fahrscheinen eine Ermäßigung. Die Schwerbehindertenfreifahrt ist zudem gegeben. Regulär verkehrt die Sommerbergbahn tagsüber im 30-Minuten-Takt, bei Bedarf können Zusatzfahrten eingelegt werden.

## Geschichte

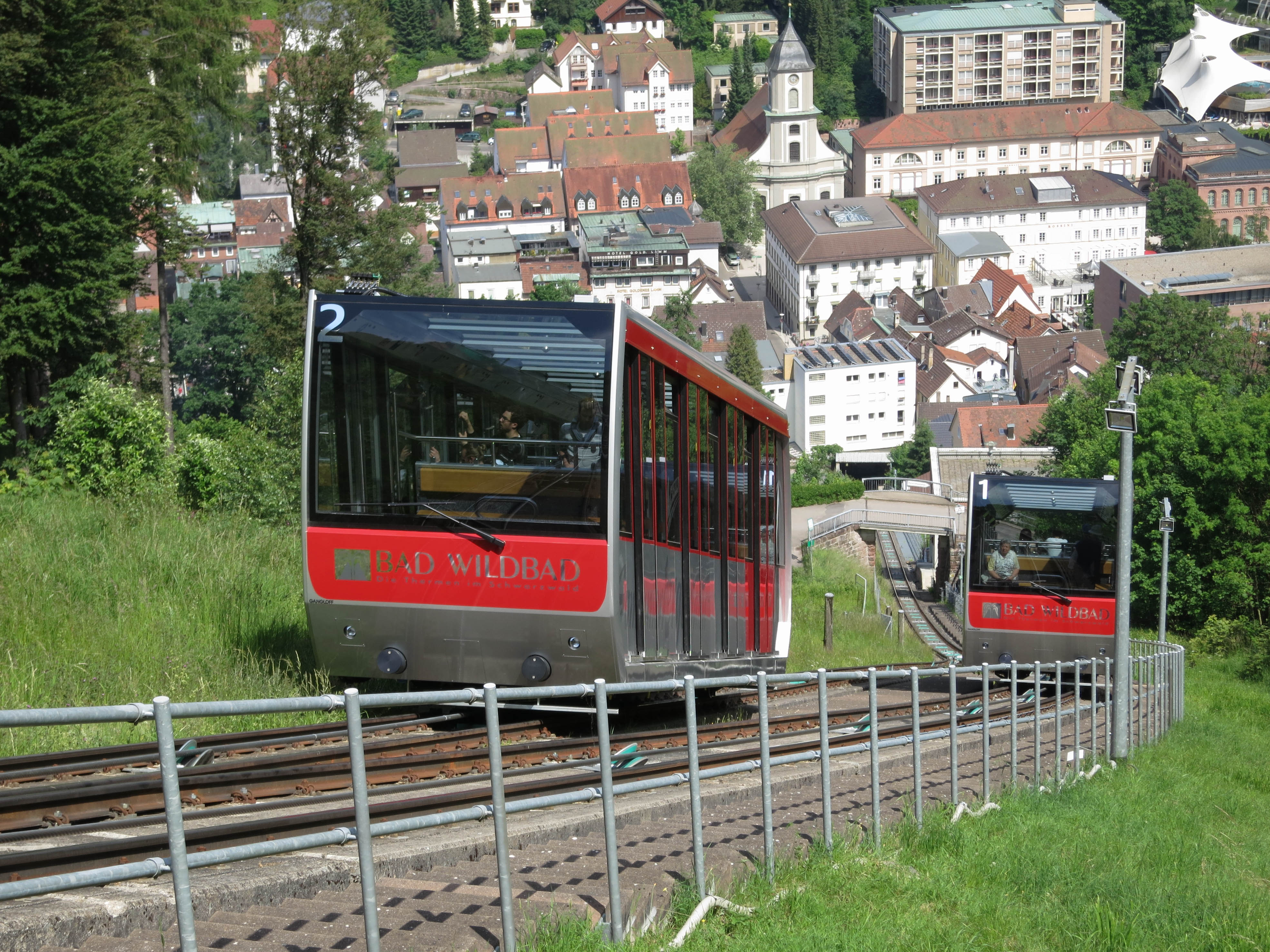
Begegnung an der Abtschen Weiche

Die Sommerbergbahn wurde am 23. Mai 1908 eröffnet, Baubeginn war im April 1907. Möglich wurde der Bau nur durch private Investoren, welche eine Aktiengesellschaft zum Bau der Bahn gründeten. Die technischen Anlagen, wie Schienen und Wagen, wurden von der Maschinenfabrik Esslingen geliefert. Die Akkumulatoren kamen aus der Akkumulatorenfabrik Berlin, das Drahtseil von Felten & Guilleaume aus Köln. Für die Bauarbeiten war die Firma C. Baresel aus Untertürkheim verantwortlich. Die Gesamtkosten betrugen rund 483.000 Mark.
1910 ging die Bahn in den Besitz der Stadt über, seither wird sie als kommunaler Eigenbetrieb geführt. 1928 sowie 1968 wurde sie jeweils modernisiert. Im Jahr 1947 brannte die Warte- und Aussichtshalle der Bergstation ab und wurde 1954 von Architekt Rudolf Lempp durch einen dreistöckigen Neubau mit Wartesaal, Café-Restaurant und Aussichtsterrasse ersetzt. 1978 bis 1980 folgte der Neubau der Talstation. 1981/1982 wurden Bahnkörper und Gleisaufbau saniert, 2003/2004 der Rettungsweg ausgebaut.
Die Modernisierung von 1928 wurde vom technischen Direktor der Stuttgarter Straßenbahnen AG (SSB), Paul Loercher, geleitet, der aus Calw, nahe bei Wildbad stammte. Die Erfahrungen mit der Wildbader Bahn flossen in die Konstruktion der Standseilbahn Stuttgart der SSB ein. Diese wurde 1929 ebenfalls von der Maschinenfabrik Esslingen erbaut und in Betrieb genommen, als erste halbautomatische Standseilbahn in Deutschland.
Ab dem 29. November 2010 wurde die Sommerbergbahn einer kompletten Erneuerung unterzogen. Dabei wurde der komplette Gleiskörper sowie die restliche Betriebstechnik inkl. Wagen erneuert. Dies war notwendig, um die Zukunftsfähigkeit der Bahn zu erhalten. Die Revision durch das Schweizer Unternehmen Garaventa dauerte bis Herbst 2011 an und kam einem Neubau gleich. Am 30. September 2011 unternahm die neue Sommerbergbahn ihre Jungfernfahrt und wurde vom 1. bis 3. Oktober mit einem Festakt eingeweiht.
Die neuen Wagen erhielten die Namen König Wilhelm II. und Königin Charlotte zur Erinnerung an das württembergische Königspaar, das bei seinem Besuch am 1. Juli 1910 die Bergbahn zur Fahrt auf den Sommerberg nutzte.

## Fahrzeuge
Die beiden Wagen der Standseilbahn sind über ein rund 800 Meter langes Zugseil miteinander verbunden, das in der Bergstation über eine Seilscheibe geführt und von einem Elektromotor angetrieben wird. Seit Inbetriebnahme der Bahn wurden die Wagen dreimal erneuert.
| Generation | Bild                                              | Betriebszeit   | Länge    | Breite | Höhe  | Gewicht | Abteile                    | Kapazität    | Geschwindigkeit  | Antriebsleistung | Seildurchmesser |
| ---------- | ------------------------------------------------- | -------------- | -------- | ------ | ----- | ------- | -------------------------- | ------------ | ---------------- | ---------------- | --------------- |
| 1          | 1. Wagengeneration von 1908 bis 1928              | 1908 bis 1928  | > 08,4 m | 2,5 m  | 3,0 m |         | 3 (+ 2 offene Plattformen) | 056 Personen | 1,25 bis 1,5 m/s | 044 kW / 060 PS  | 28 mm           |
| 2          | 2. Wagengeneration von 1928 bis 1968              | 1928 bis 1968  | > 10,0 m | 2,6 m  | 3,0 m |         | 5                          | 075 Personen | 2 m/s            | 088 kW / 120 PS  | 34 mm           |
| 3          | 3. Wagengeneration von 1968 bis 2010              | 1968 bis 2010  | > 13,0 m | 2,6 m  | 3,2 m | 12,5 t  | 6                          | 100 Personen | 2,4 bis 4 m/s    | 170 kW / 231 PS  | 41 mm           |
| 4          | 2011 in Dienst gestellter Wagen der 4. Generation | 2011 bis heute | > 12,4 m | 2,6 m  | 3,4 m | 12,0 t  | 4                          | 075 Personen | 3 bis 7 m/s      | 320 kW / 435 PS  | 40 mm           |

Die Wagen der vierten Generation sind für den fahrerlosen Betrieb ausgelegt. Ein Mitarbeiter in der Bergstation steuert den Betriebsablauf. Die geringere Kapazität der neuen Wagen kann bei Bedarf durch eine höhere Geschwindigkeit ausgeglichen werden. Wagen 1 der dritten Generation blieb erhalten und steht als technisches Denkmal vor dem Bahnhof Bad Wildbad. 